# Ibrahima Kébé (football)
Ibrahima Kébé, né le 2 août 2000 à Bamako au Mali, est un footballeur malien qui joue au poste de milieu de terrain.

## Biographie

### En club
Né à Bamako au Mali, Ibrahima Kébé est formé par le club local du Danaya FC avant de rejoindre le Girona FC.
Kébé joue son premier match en professionnel le 13 juin 2020, à l'occasion d'une rencontre de championnat face à l'UD Las Palmas. Il entre en jeu à la place de Pape Maly Diamanka et les deux équipes se neutralisent (0-0),.
Le 31 octobre 2021, Kébé inscrit son premier but en professionnel lors d'une rencontre de championnat face au CD Fuenlabrada. Il entre en jeu et marque quelques minutes après, avant que Cristhian Stuani ne donne la victoire à Girona dans le temps additionnel,.